# Hydrellia portis
Hydrellia portis är en tvåvingeart som beskrevs av Cresson 1932. Hydrellia portis ingår i släktet Hydrellia och familjen vattenflugor. Inga underarter finns listade i Catalogue of Life.